# ووكاش سيورين
ووكاش سيورين (بالبولندية: Łukasz Seweryn) مواليد 26 أكتوبر 1982 في بولندا، هو لاعب كرة سلة بولندي. بدأ مسيرته الاحترافية في سنة 2003. يلعب مع شارني سووبسك في الدوري البولندي لكرة السلة. يحمل الرقم 9. يبلغ طوله 6 قدم 5 بوصة (2.0 م).

## المسيرة الاحترافية
لعب مع شارني سووبسك من سنة 2004 إلى 2006، ثم لعب مع نادي كشالين لكرة السلة في موسم 2006–2007، ثم لعب مع أسكو غدينيا من سنة 2009 إلى 2012، ثم لعب مع نادي فوتسوافك لكرة السلة في موسم 2012–2013، ثم لعب مع نادي جلونا غورا لكرة السلة في سنة 2013، ثم لعب مع أسكو غدينيا في موسم 2013–2014.

## الإنجازات
أسكو غدينيا
- الدوري البولندي لكرة السلة (3): (2010، 2011، 2011–12)

نادي جلونا غورا لكرة السلة
- الدوري البولندي لكرة السلة (1): (2012–13)

## روابط خارجية
- ووكاش سيورين على موقع الاتحاد الدولي لكرة السلة (الإنجليزية)
- ووكاش سيورين على موقع كرة السلة الأوروبية.كوم (الإنجليزية)
- ووكاش سيورين على موقع ريلجم (الإنجليزية)
- ووكاش سيورين على موقع بروبوليرز (الإنجليزية)